# Институциональная критика
Институциональная критика в искусстве представляет собой систематическое исследование работы художественных учреждений, таких как галереи и музеи, и связано с работами таких художников, как Майкл Ашер, Марсель Бротарс, Даниель Бюрен, Андреа Фрейзер, Джон Найт, Адриан Пайпер, Фред Уилсон, Ханс Хааке и теоретическими произведениями Александра Альберро, Беньямина Бухло, Биргит Пельцер и Энн Роример.
Институциональная критика принимает форму временных или непередаваемых подходов к живописи и скульптуре, архитектурных изменений и интервенций, а также перформативных жестов и языка. Цель художников, практикующих институциональную критику, — нарушить прозрачную деятельность галерей, музеев и специалистов, которые их администрируют. Примерами могут служить работы Нейла Торони, в которой он наносил отпечатки кисти № 50 с интервалом 30 см непосредственно на стены галереи, а не на бумагу или холст; Криса Бердена «Разоблачение основания музея» (1986), в котором он сделал раскопки в галерее Музея современного искусства в Лос-Анджелесе, чтобы экспонировать буквально бетонный фундамент здания; или Андреа Фрейзер, создавшей персону архетипического музейного доцента в форме перфоманса или видеодокумента. Предположения об эстетической автономии живописи и скульптуры, нейтральном контексте белого куба и объективном предоставления информации исследуются как субъекты искусства, отображаются как дискурсивные образования и помещаются в контекст самого музея. Таким образом, институциональная критика стремится сделать видимыми социальные, политические, экономические и исторические основы искусства. Институциональная критика ставит под сомнение ложное различие между вкусом и незаинтересованным эстетическим суждением, показывая, что вкус — это институционально культивируемая чувствительность, которая различается в зависимости от пересечения классовой, этнической, сексуальной или гендерной позиции любого человека.

## Происхождение
Институциональная критика — это практика, которая возникла в результате развития минимализма и его проблемы феномена зрителя; критики формализма и истории искусства (например, Клемент Гринберг и Майкл Фрид); концептуального искусства и его проблем языка, процесса и административного общества; а также критики авторства, которая начинается с Ролана Барта и Мишеля Фуко в конце 1960-х годов и продолжается с появлением искусства апроприации в 1970-х годах, разрушающего устоявшиеся представления об авторстве, оригинальности, художественном производстве, массовой культуре и идентичности. Институциональная критика часто предметно-ориентированна и возникла одновременно с появлением художников, которые вообще отказались от галерейного и музейного контекста для создания монументальных земляных работ в ландшафте, в частности Майкла Хейзера, Нэнси Холт, Уолтера де Мария и Роберта Смитсона. Институциональная критика также связана с развитием постструктуралистской философии, критической теории, теории литературы, феминизма, гендерных исследований и критической теории расы.

## Художники
Художники, связанные с институциональной критикой с 1960-х годов, включают в себя Марселя Бротарса, Даниеля Бюрена, Ханса Хааке, Майкла Ашера, Джона Найта, Кристофера Д’Арканджело, Роберта Смитсона, Дэна Грэма, Мирл Ладерман Юклс, Адриану Пайпер и Марту Рослер.
Художники, работающие с 1980-х годов, включают Луизу Лоулер, Антони Мунтадаса, Фреда Уилсона, Рене Грина, Андреа Фрейзер, Фреда Фореста, Кристиана Филиппа Мюллера, Аарона Флинта Джеймисона и Марка Дайона.
В начале 1990-х годов под влиянием Даниеля Бюрена, Жака Тати, Ролана Барта и скульптур Феликса Гонсалеса-Торреса работали такие художники, как Лиам Гиллик, Доминик Гонсалес-Фёрстер, Пьер Юиг и Риркрит Тиравания. Эти художники, собранные под термином «Эстетика взаимоотношений» критиком Николя Буррио, рассматривали галереи и музеи как места социального взаимодействия и самопроизвольного создания произведений искусства, характеризующихся их условной временностью. Коллегиальная атмосфера этих открытых ситуаций совершенно отличалась от более конфронтационных стратегий Бюрена, Хааке, Дженни Хольцер и Барбары Крюгер.
В последние годы Маурицио Каттелан, Брайан Гоелтценлейхтер, Матье Лоретт, Тамека Норрис, Тино Сегал, Кэри Янг и другие критически оценили художественный музей и его роль как общественного и частного учреждения.

## Критика
Одно из критических замечаний институциональной критики заключается в том, что она требует от своей аудитории знакомства с ее проблемами. Как и в случае с современной музыкой и танцами, институциональная критика искусства — это практика, к которой относятся только специалисты в этой области — художники, теоретики, историки и критики. Из-за своего глубокого понимания современного искусства и общества институциональная критика становится частью привилегированного дискурса и мало чем отличается от других специализированных форм знания, поэтому часто может вызывать отчуждение и / или маргинализацию неискушенных зрителей.
Другая критика концепции заключается в том, что она может быть неправильно обозначена. Художник Андреа Фрейзер (в Artforum) и критик Майкл Киммельман (в Нью-Йорк Таймс) утверждают, например, что художники, занимающиеся институциональной критикой, работают в тех же самых учреждениях, которые они якобы критикуют, и тем самым получают от них выгоду.